# Kazımkarabekir
Kazımkarabekir là một huyện thuộc tỉnh Karaman, Thổ Nhĩ Kỳ. Huyện có diện tích 981 km² và dân số thời điểm năm 2007 là 4349 người, mật độ 4 người/km².